# Satyr de Milan
Satyr de Milan, né vers 339 à Trèves et mort en 378 à Milan, frère de saint Ambroise et de sainte Marcelline, est, lui aussi, vénéré comme saint par l’Église catholique et 
par l’Église orthodoxe.

## Biographie
Les seules informations à son sujet n'existent qu'au travers de quelques discours commémoratifs de son frère Ambroise, évêque de Milan de 374 à 397.
Probablement né à Trèves (alors Augusta Treverorum), chef-lieu de la préfecture du prétoire des Gaules, il est selon toute vraisemblance le frère jumeau d'Ambroise. Leur père occupe le poste de préfet du prétoire des Gaules. 
Formé comme avocat, il devient par la suite gouverneur de province et est aussi administrateur du patrimoine familial.
Il est inhumé, selon la volonté de son frère, dans la chapelle San Vittore in Ciel d'Oro de la basilique Saint-Ambroise de Milan, à côté des reliques de saint Victor le Maure (mort en 303).

## Culte
L'Église catholique le célèbre le 17 septembre.
L'église Santa Maria presso San Satiro de Milan, datant du IXe siècle et reconstruite en 1478 par Bramante, lui est dédiée.